# Barnetby le Wold
Barnetby le Wold – wieś i civil parish w Anglii, w hrabstwie ceremonialnym Lincolnshire, w dystrykcie (unitary authority) North Lincolnshire. Leży 40 km na północ od Lincoln i 231 km na północ od Londynu.
W 2011 roku civil parish liczyła 1741 mieszkańców. Barnetby le Wold jest wspomniana w Domesday Book (1086) jako Bernedebi/Bernetebi/Bernodebi.